# Kubanochoerus
A Kubanochoerus az emlősök (Mammalia) osztályának párosujjú patások (Artiodactyla) rendjébe, ezen belül a disznófélék (Suidae) családjába és a fosszilis Listriodontinae alcsaládjába tartozó nem.

## Előfordulásuk
A Kubanochoerus-fajok a miocén kor idején éltek, ezelőtt 15,97-7,246 millió évvel; ott ahol ma Európa és Ázsia van.
A következő országokban találták meg e nembéli állatok maradványait; az országok melletti számok a maradványok számát mutatják: Kína (4) és Oroszország (1).

## Megjelenésük
E nembéli disznófajok nagytestű és hosszú lábú állatok voltak. Közülük a legnagyobb a K. gigas, mely becslések szerint 1,2 méter marmagasságú és körülbelül 500 kilogramm testtömegű lehetett. A koponyájuk miatt nem téveszthetők össze más állatokkal. A szemöldökeik tájékán kis csontos szarvak ültek; a hím homlokán pedig egy hosszú szarv helyezkedett el, mellyel feltételezések szerint a hímek döfködtek egymásközt.

## Rendszerezésük
A nembe az alábbi 5 faj tartozik:
- Kubanochoerus gigas (Pearson, 1928)
- Kubanochoerus lantianensis Qiu, Ye & Huo, 1988
- Kubanochoerus mancharensis van der Maade, 1996
- Kubanochoerus minheensis (Qiu, Li & Wang, 1981)
- Kubanochoerus robustus Gabunia, 1955 - típusfaj

A K. massai nevű állatot, korábban egy afrikai Kubanochoerusnak vélték, mivel az elsőként megtalált maradványnak is kis szarvacskák ültek a szemüregei fölött. Mivel ennek a példánynak nem volt hosszú homlokszarva, a kutatók azt hitték, hogy egy nőstényről van szó. Ezt az állatot nemrég kivonták a Kubanochoerus nemből és megalkották neki a Libycochoerus (a név megtalálásának helyére, Líbiára utal) nemet. Egyes őslénykutatók néhány Megalochoerus-fajt is áthelyeztek ebbe az új nembe, azonban más őslénykutatók ezekkel az áthelyezésekkel, sőt a Libycochoerus név megalkotásával nem értenek egyet.

## Képek

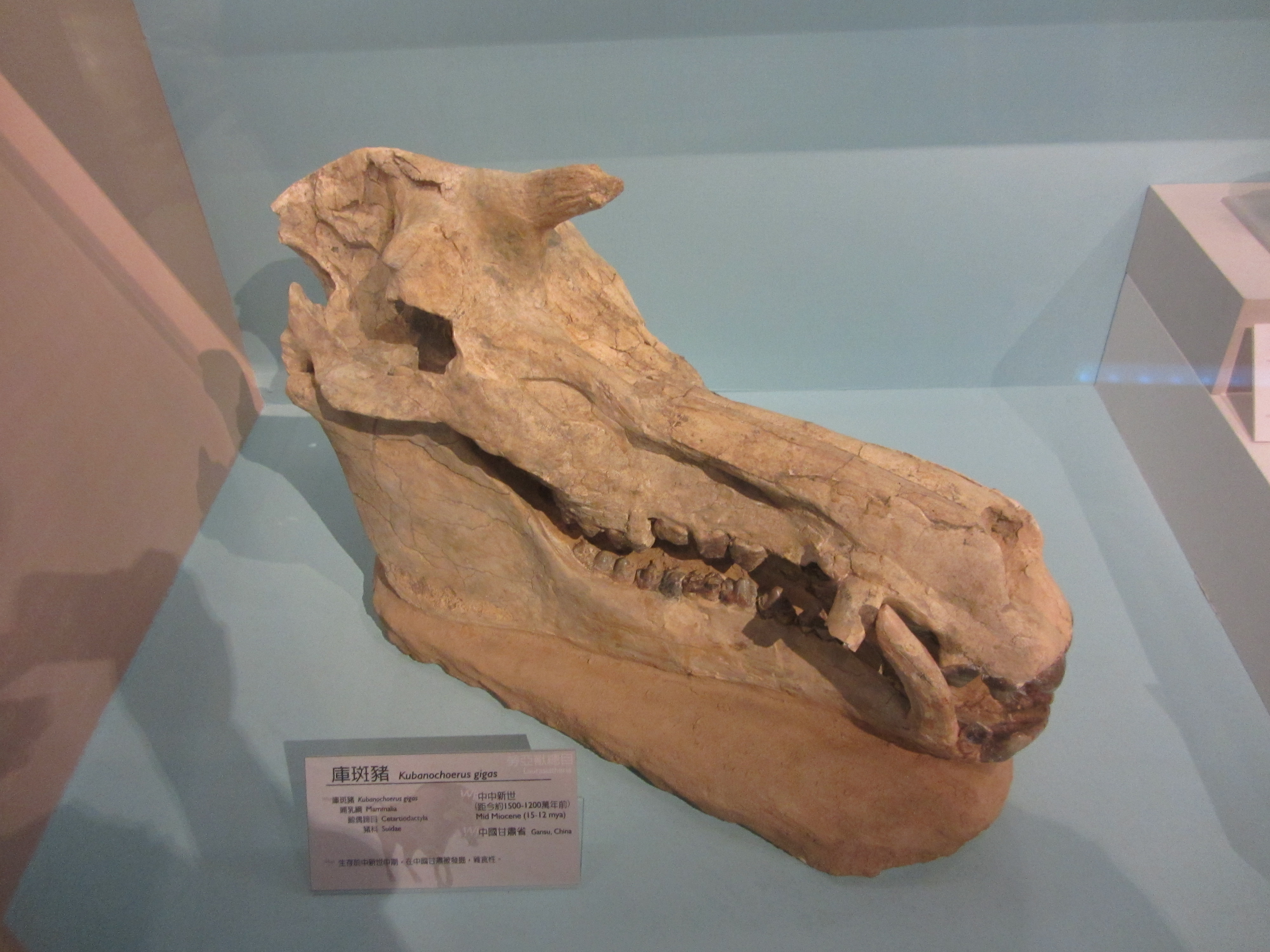
A Kubanochoerus gigas és
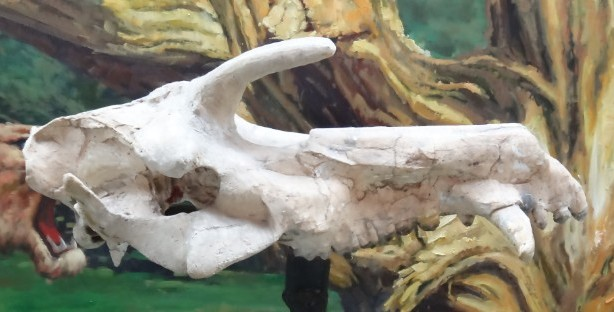
a Kubanochoerus lantianensis koponyái

### Fordítás
- Ez a szócikk részben vagy egészben  a   Kubanochoerus című angol Wikipédia-szócikk ezen változatának fordításán alapul.  Az eredeti cikk szerkesztőit annak laptörténete sorolja fel. Ez a jelzés csupán a megfogalmazás eredetét és a szerzői jogokat jelzi, nem szolgál a cikkben szereplő információk forrásmegjelöléseként.